# Nikolái Kravkov
Nikolái Pávlovich Kravkov (translitera del cirílico ruso Николай Павлович Кравков) fue un farmacólogo ruso, académico de la Imperial Academia Médico Militar (1914), miembro correspondiente de la Academia de Ciencias de Rusia (1920), uno de los primeros laureados del Premio Lenin (a título póstumo, 1926). Es considerado fundador de la escuela rusa de farmacólogos.

## Biografía
Nikolái Kravkov fue el sexto hijo en la familia del suboficial Pável Alexéyevich Kravkov (1826-1910), escribano mayor de la Cancillería del Comisario Militar de la Gobernación de Riazán. Según la tradición familiar, su madre Eudocia Ivanovna (1834-1891), «ciudadana de Kaluga» antes del matrimonio, en realidad fue hija extraconyugal de Konstantín Kavelin (1818-1885), conocido historiador ruso, jurista y sociólogo, uno de los ideólogos del liberalismo ruso en los tiempos de reformas de Alejandro II.
En 1876-1884 Kravkov estudió en el 1.er Gimnasio Clásico Masculino de Riazán. Al terminar el curso en verano de 1884 fue admitido en la Universidad Imperial de San Petersburgo, donde cursó estudios en la Facultad de Ciencias Físico Matemáticas. En su último año universitario Kravkov comenzó su trabajo científico en el laboratorio fisiológico de Iván Séchenov. En mayo de 1888 Nikolái Kravkov se graduó de la Universidad de San Petersburgo con el grado de candidato en ciencias naturales.
En 1888-1892 Nikolái Kravkov cursó estudios el la Imperial Academia Médico Militar, de la cual se graduó cum laude. La Conferencia Académica votó unánimemente el dictamen de dejarlo en calidad de posgraduado «en la Academia para ulterior perfeccionamiento por tres años a cuenta de la hacienda, agregando al hospital clínico militar en servicio activo de la Academia Médico Militar». En noviembre de 1894 el futuro científico se doctoró en ciencias méidcas, presentando con éxito la tesis «Sobre la formación de amiloide provocado exerimentalmente en los animales».
Los años 1896-1898 Kravkov pasó en una comisión de servicio en varios países de Europa (Alemania, Austria-Hungría, Francia, Italia, Suiza). En Berlín asistía a las lecciones de Emil Fischer, en Estrasburgo trabajó en el laboratorio de Friedrich von Recklinghausen, asistía a las lecciones de Friedrich Holtz. Máxima importancia para las futuras investigaciones de Kravkov tuvo su trabajo en calidad de becario en el laboratorio de Oswald Schmiedeberg, el fundador de la farmacología experimental contemporánea, en Estrasburgo.
Al regresar a Rusia en 1898, Nikolái Kravkov fue elegido profesor titular de la Imperial Academia Médico Militar. En 1899 él fue designado profesor interino del Departamento de Farmacología. En 1904 Kravkov fue hecho profesor fijo. Dirigió el Departamento de Farmacología hasta el fin de su vida. En 1910 el científico fue ascendido al rango de Consejero Público Actuante (IV grado según la Tabla de Rangos). En 1914 Kravkov fue elegido académico de la Imperial Academia Médico Militar.
En los años de Primera Guerra Mundial Nikolái Kravkov formó parte del Comité Técnico del Laboratorio Central Científico Técnico del Ministerio de Guerra. En 1914-1915 realizó una serie de experimentos con armas químicas en el polígono de Luga en las afueras de Petrogrado. En los tiempos soviéticos Kravkov continuó su colaboración con el Laboratorio.
En 1920 Nikolái Kravkov por recomendación del académico Iván Pávlov fue elegido miembro correspondiente de la Academia de Ciencias de Rusia.
Nikolái Kravkov falleció el 24 de abril de 1924 en Leningrado y fue enterrado en el cementerio del Monasterio Novodevichi de esta ciudad.

## «Fundamentos de farmacología»

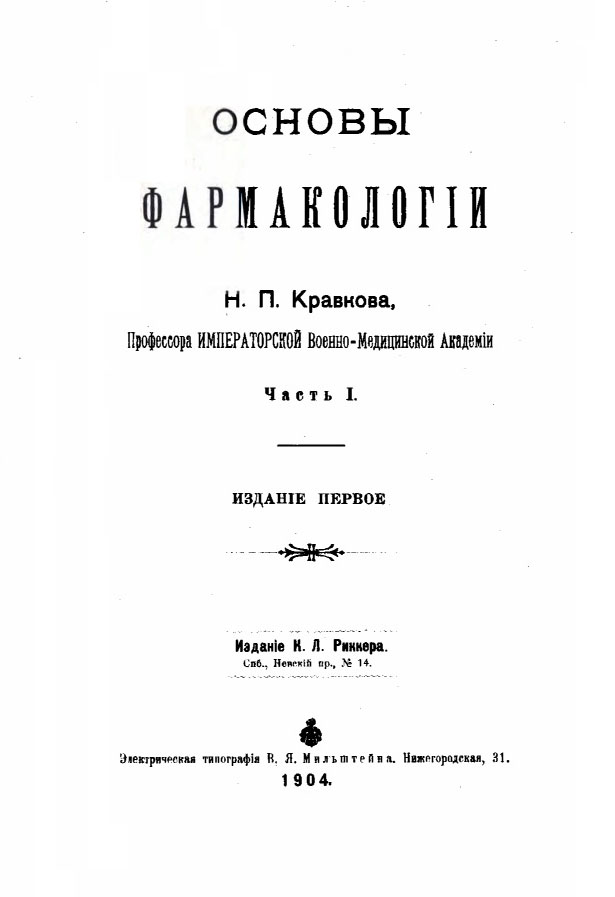
Primera edición de «Fundamentos de farmacología» de Nikolái Kravkov. 1904

En los primeros años de dirección del Departamento de Farmacología por Nikolái Kravkov los estudiantes de la Academia Médico Militar, además de las lecciones del propio profesor, utilizaban el anticuado manual de Vladímir Dybkovski «Lecciones de farmacología» y también el «Breve manual de farmacología» del farmacólogo David Lavrov, de Odesa. Estos libros ya no podían satisfacer a los estudiantes. La creación de un nuevo manual actualizado, que correspondería a las exigencias del catedrático Kravkov en los exámenes se convirtió en una tarea urgente.
Entre los estudiantes de la Academia Médico Militar circulaban los apuntes de las lecciones de Nikolái Kravkov, compuestas en los primeros años de su dirección del Departamento de Farmacología. En 1901 los estudiantes Sozonovich, Ivanov y Pomialovski editaron estos apuntes. Nikolái Kravkov no sabía de esta edición y no la redactó.
Desde el comienzo de su actividad docente el propio Nikolái Kravkov sentía la necasidad de enriquecer los manuales por los nuevos datos. En 1904-1905 salieron de la imprenta los dos volúmenes de sus «Fundamentos de farmacología», que pronto se convirtieron en un manual clásico para estudiantes y médicos. El libro escrito en un lenguaje bello y simple, su autor propuso el principio cómodo de clasificación de fármacos. «Fundamentos de farmacología» relatan explícitamente los comprobantes de farmacodinámica de preparados, contiene descripciones metafóricas de envenenamiento, da formulacones precisas de indicaciones y contraindicaciones de fármacos. El manual contenía diagramas, dibujos y esquemas, extraídas de las descripciones de experimentos del laboratorio de Nikolái Kravkov. El manual fue compuesto teniendo en cuenta no solo las exigencias de los estudiantes, sino también de los médicos de diferentes especialidades y puede ser valorado como el primer manual de farmacología clínica en Rusia.
El manual «Fundamentos de farmacología» tuvo 14 ediciones — en 1904-1905, 1907, 1909-1910, 1911, 1913, 1915, 1917, 1918, 1925-1927, 1926-1927, 1927, 1927-1928, 1928, 1930-1931 y 1933. Cada siguiente versión fue modificada y completada por el propio autor, las dos últimas fueron actualizadas por el profesor Savich. El libro de Nikolái Kravkov se convirtió en el manual base para la formación de varias generaciones de farmacólogos rusos.

## Actividad científica
«Problemas de farmacología general ocupaban un lugar prominente entre los trabajos del Dr. Kravkov. Estudió la relación entre la dosis y efecto del preparado, el efecto combinado de los fármacos, la influencia de temperatura soble el efecto farmacológico y la adaptación de tejidos a los venenos. Elaboró la doctrina sobre las fases en la acción de fármacos, demostrando que este efecto depende de la diferencia entre la concentración del fármaco en el tejido y en el medio. Dr. Kravkov fue un partidario ardiente de la idea de relación entre la composición química del preparado y su efecto farmacológico. En particular, probó que el efecto estupefaciente de los compuestos alifáticos en una secuencia homóloga incrementa con el aumento de la cantidad de átomos de carbono en sus moléculas, y que el efecto de azúcar sobre el corazón depende de su estructura estereoquímica. El estudio comparativo de diversos soporíferos realizado por el Dr. Kravkov resultó en la materialización de su idea de aplicación de somnifacientes no volátiles para la anestesia general. Así el Dr. Kravkov sugirió la aplicación de hedonal para la anestesia intravenosa, lo que fue inmediatamente probado en clínicas y goza de reconocimiento universal hoy en día. Dr. Kravkov también porpuso utilizar anestasia hedonal en combinación con el cloroformo, dando comienzo a la aplicación de la llamada anestasia combinada a base de narcóticos volátiles, no volátiles o básicos.
Desarrolló varios métodos originales de perfusión de vasos sanguíneos en órganos aislados para estudiar sus funciones. Hoy se aplican en laboratorios farmacológicos y fisiológicos del mundo entero. La perfusión de vasos de la oreja del conejo aislada se utiliza a gran escala para estudiar la reacción de vasos sanguíneos periféricos a las sustancias farmacológicas. La perfusión de vasos de glándulas resultó el método más valioso para estudiar la función de glándulas y la influencia de sustancias farmacológicas sobre ellas.
Esforzándose para aproximar al máximo de lo posible los experimentos a las condiciones clínicas, Dr. Kravkov fundó una nueva tendencia el farmacología conocida como la farmacología patológica. Este ramo de farmacología estudia las peculiaridades del efecto de fármacos en ciertas condiciones patológicas creadas experimentalmente en animales, por ejemplo, la ateroesclerosis de conejos, inflamaciones asépticas o infecciosas, etc. así como el efecto de sustancias químicas sobre el corazón, los riñones aislados o dedos de los muertos de enfermedades o heridas.
En los últimos años de vida se enfocó su atención en el estudio de cambios en las funciones de glándula endocrina bajo los efectos de sustancias farmacológicas. Este estudio promovió sustancialmente el desarrollo de endocrinología clínica».
La herencia científica de Nikolái Kravkov incluye 47 obras capitales. Sus discípulos realizaron cerca de 200 estudios, en particular varias decenas de tesis originales, que tuvieron gran importancia para el desarrollo de la ciencia médica y la práctica clínica. Nikolái Kravkov es considerado el fundador de la escuela científica de farmacólogos rusos, de la cual salieron los especialistas de altísimo nivel, que dirigían cátedras e institutos de ciencia e investigación. Fueron discípulos de Nikolái Kravkov los miembros de la Academia de Ciencias Médicas de la URSS Serguei Anichkov y Vasili Zakusov, el miembro correspondiente de la Academia de Ciencias Médicas de la URSS Mijail Nikolayev, los catedráticos Mijail Gramentisky, Vasili Berezin, Grigori Shkavera, Boris Sentiurin, Anatoli Kuznetsov. La escuela kravkoviana de farmacólogos en mayor medida determinó el desarrollo de la farmacología en la URSS en el siglo XX.

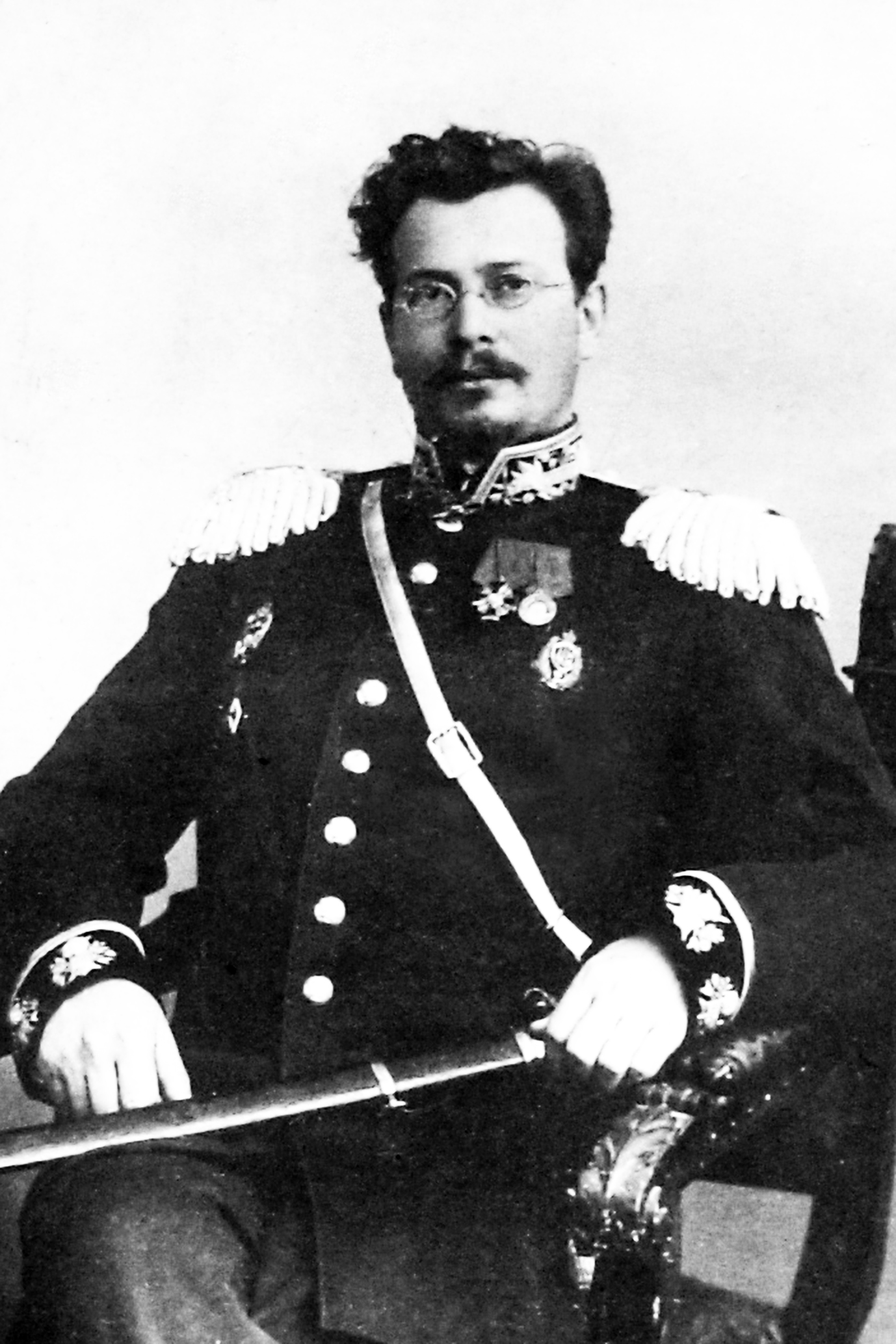
Nikolái Kravkov en uniforme de profesor ordinario de la Imperial Academia Médico Militar. C. 1915

## Condecoraciones

### Condecoraciones del Imperio Ruso
- Orden de Santa Ana de 3a clase
- Orden de San Vladimiro de 4a clase
- Orden de San Vladimiro de 3a clase

## Premio Lenin
El 17 de agosto de 1926 la Comisión de los Premios Lenin aprobó la lista de los primeros nominados a este prestigioso galardón soviético, que premiaba grandes aportaciones al desarrollo de la ciencia, literatura, artes, arquitectura y tecnología. Nikolái Kravkov fue premiado a título póstumo por sus principales trabajos científicos.

## Familia
En 1891 Nikolái Kravkov se casó con Olga Bogdanovskaia (1868-1942), hija del famoso cirujano ruso Eustafi Bogdanovski. El matrimonio tuvo dos hijos: Olga Kravkova (1892-1942), después casada con Mijail Velichkovski, un oficial de la Marina, y Serguéi Kravkov (1894-1942), hidrógrafo soviético y explorador del Ártico. Los cónyuges se separaron en 1898 y se divorciaron oficialmente en 1916. La primera esposa del científico y sus hijos murieron de desnutrición en Leningrado asediado por los nazis.
En 1916 Nikolái Kravkov se casó en segundas nupcias con Xenia Maximova (1892-1978), hija de Nikolai Maximov (1861-?), Vicegobernador de Perm.
El hermano mayor de Nikolái Kravkov fue Vasili Kravkov (1859-1920), médico militar de alto rango, autor de diarios de la Guerra Ruso-Japonesa y de la Primera Guerra Mundial.
El hermano menor de Nikolái Kravkov fue Serguéi Kravkov (1873-1938), catedrático de la Universidad de San Petersburgo, uno de los primeros agrologos rusos.

## Memoria

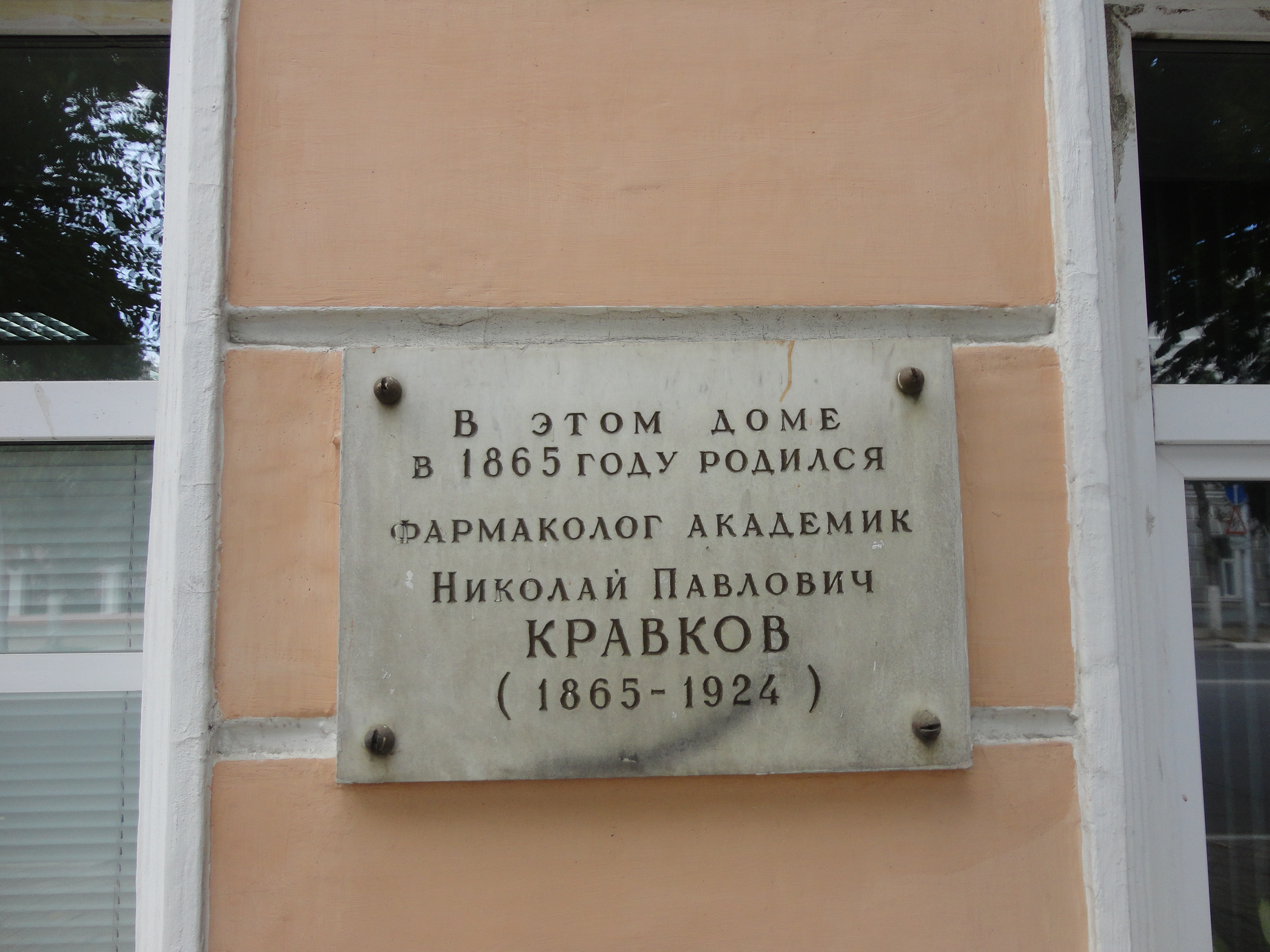
Tabla conmemorativa en la casa natal de Nikolái Kravkov en Riazán (1965)
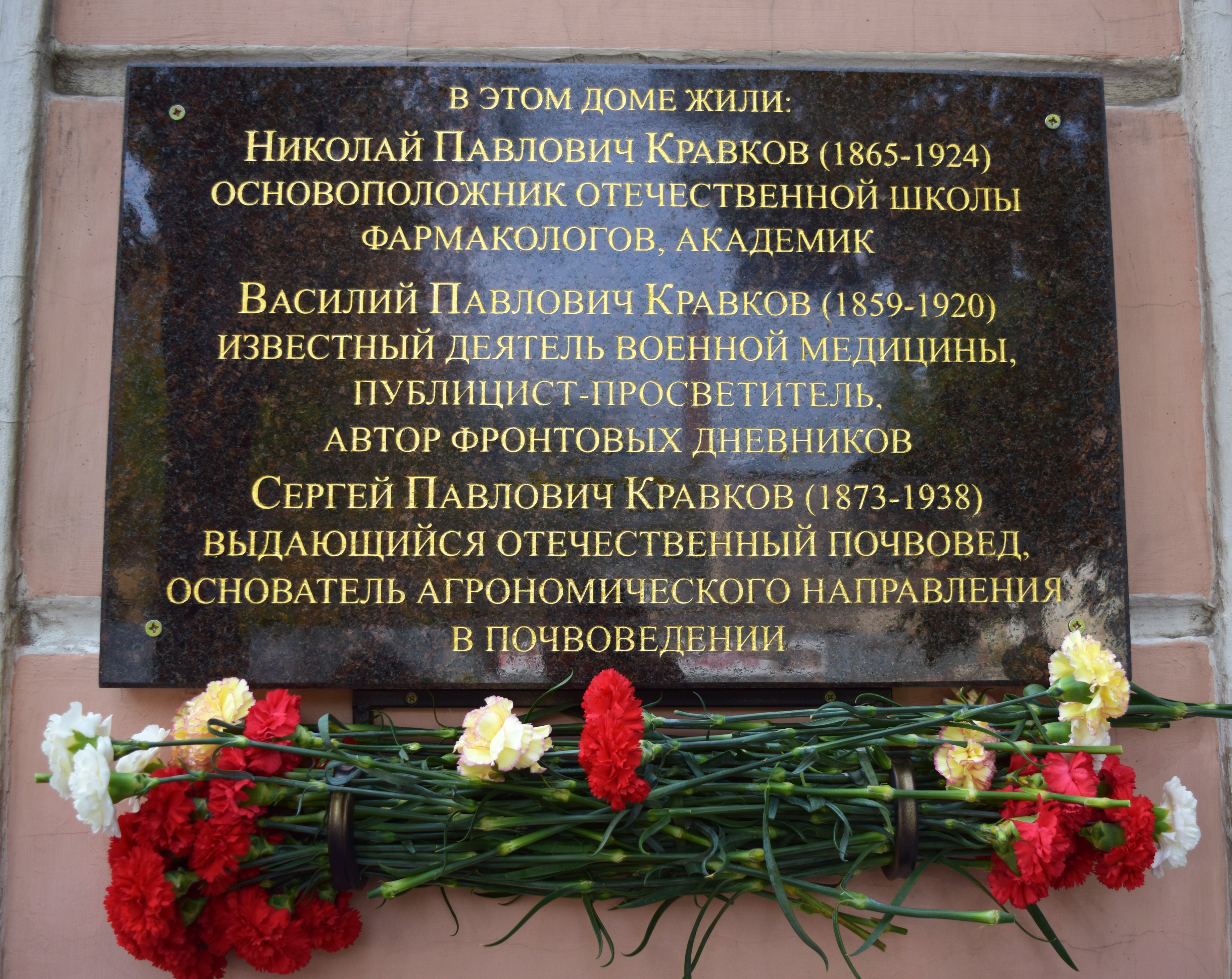
Tabla conmemorativa en la casa natal de Nikolái Kravkov en Riazán (2016)
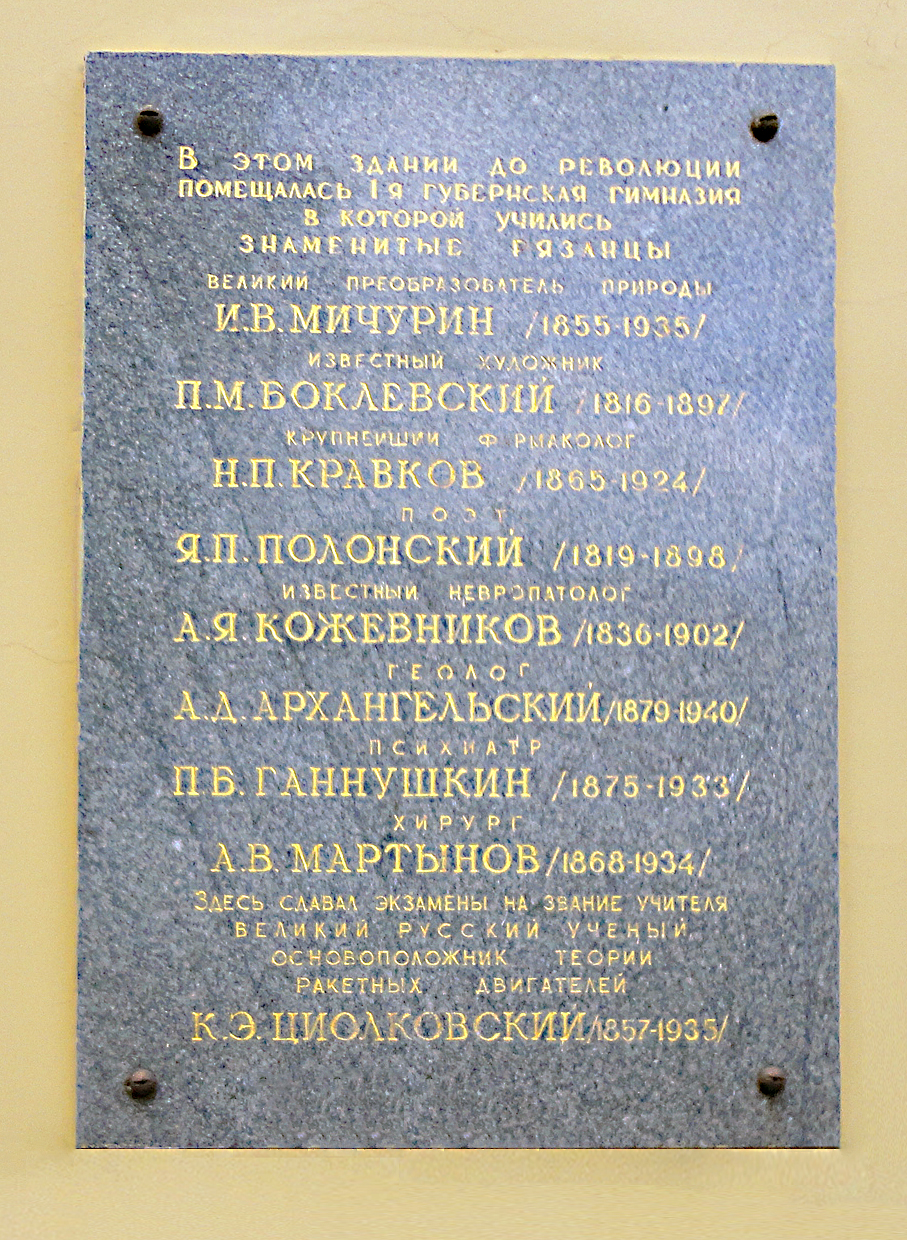
El nombre de Nikolái Kravkov en la tabla conmemortavia con la lista de los alumnos destacados del 1er Gimnasio de Riazán en su antiguo edificio
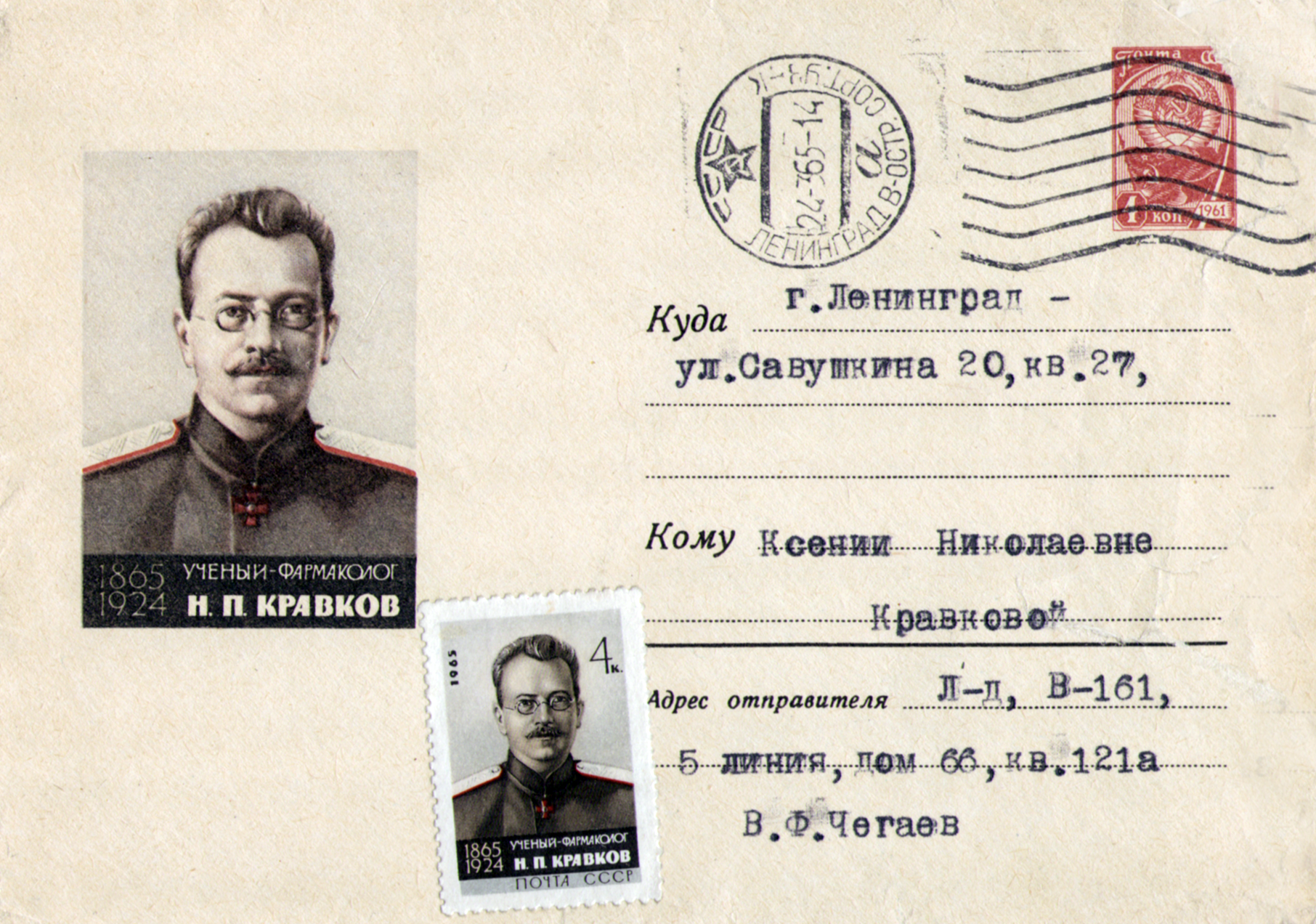
Sobre conmemorativo del Correos de la URSS con sello dedicado al centenario de Nikolái Kravkov (1965)
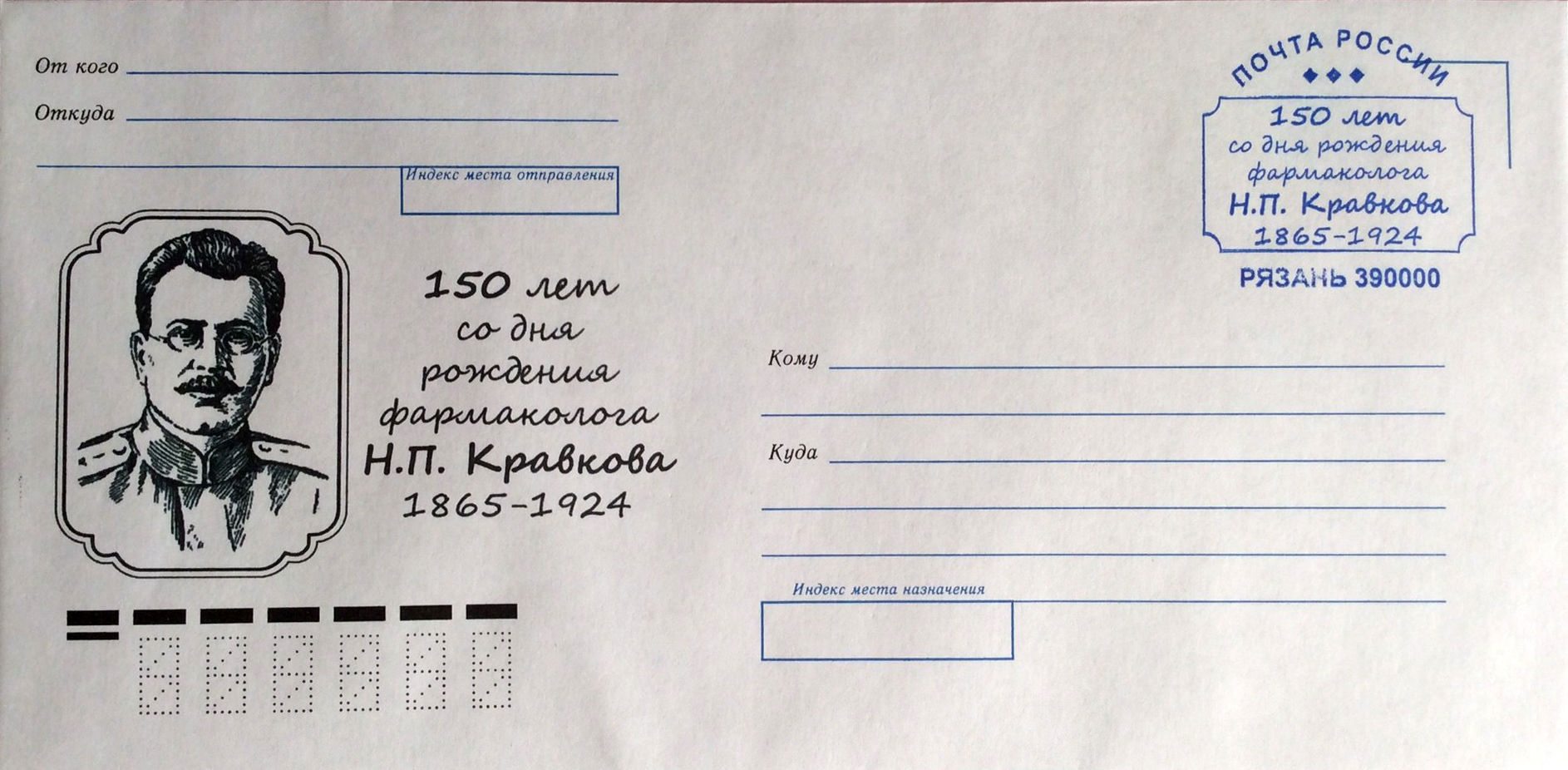
Sobre conmemorativo del Correos de Rusia dedicado al 150 aniversario de Nikolái Kravkov (2015)